# Orotettix laevis
Orotettix laevis är en insektsart som beskrevs av Ronderos och Frédéric Carbonell 1994. Orotettix laevis ingår i släktet Orotettix och familjen gräshoppor. Inga underarter finns listade i Catalogue of Life.